# Stella González Cappa
Stella Maris González Cappa (n. el 19 de agosto de 1938 en Bahía Blanca, Buenos Aires, Argentina) es una médica y doctora en medicina por la Universidad de Buenos Aires. Es investigadora superior ad-honorem de Consejo Nacional de Investigaciones Científicas y Técnicas (Argentina)  (CONICET) y ha sido premiada por sus investigaciones con el premio Konex 2003: Bioquímica y Microbiología.

## Primeros años de su vida
Hija de María Antonia, ama de casa, y Genaro, empleado de una droguería, fue la mayor de cuatro hermanos. En Bahía Blanca cursó sus estudios primarios y el nivel secundario. Obtuvo así el título de Maestra Normal Nacional, luego de lo cual viajó a Buenos Aires a estudiar medicina, ya que en la universidad local no se dictaba esa carrera. Llegó a Buenos Aires a comienzos de 1957 y se inscribió en la Facultad de Medicina de la Universidad de Buenos Aires.

## Trayectoria académica y profesional
En el año 1961 se incorporó como trabajadora a la Cátedra de Microbiología y Parasitología de la Facultad de Medicina de la UBA. En esa institución obtuvo su título de médica en 1964. Al recibirse se le presentó la disyuntiva de quedarse en el laboratorio o dedicarse a la medicina asistencial, decidiéndose por la primera opción. Allí le propusieron trabajar en la  enfermedad de Chagas.
Obtuvo su doctorado en medicina en 1978, también en la UBA. Perfeccionó sus estudios en el Communicable Disease Center de Atlanta (EE. UU.) entre 1966 y 1969 -gracias a una beca del CONICET- y en la London School of Tropical Medicine and Hygiene de Londres (Inglaterra). Su tema de investigación es inmunoparasitología, con una línea principal de investigación en el estudio de mecanismos patogénicos en la enfermedad de Chagas.
En 1986 fue designada Profesora Regular Titular, con dedicación exclusiva, del Departamento de Microbiología, Parasitología e Inmunología, cargo que desempeñó hasta el año 2004.
Entre el 1994 y 1998 fue parte del Consejo Directivo de esa Facultad representando al Claustro de Profesores. Luego, se desempeñó como Secretaria de Ciencia y Técnica de la Facultad para los períodos 1998-2002 y 2002-2006.
En 2003 se jubiló, siendo designada entonces Profesora Consulta. En ese mismo año fue nombrada como investigadora superior de CONICET, pero actualmente tiene un contrato ad-honorem. Además fue nombrada Profesora Emérita de la Facultad de Medicina de la UBA, en el departamento de Microbiología, Parasitología e Inmunología, en el año 2008.
Gracias a sus gestiones y a la solicitud presentada junto a Daniel Sordelli, en 2011 se creó el Instituto de Investigación de Microbiología y Parasitología Médica (IMPaM), unidad ejecutora de doble dependencia, UBA-CONICET. El objetivo de este instituto es estudiar distintos aspectos relacionados con microorganismos, parásitos y las enfermedades causadas por estos al ser humano.
Es miembro del directorio de ANPCyT (actual Agencia Nacional de Promoción de la Investigación, el Desarrollo Tecnológico y la Innovación) desde 2015, y del Comité Nacional de Ética en la Ciencia y la Tecnología (CECTE), ambos dependientes del Ministerio de Ciencia, Tecnología e Innovación.

## Distinciones
- Premio por el trabajo “Inmunidad en tripanosomiasis americana” (Academia Nacional de Medicina, 1969), junto a Schmuñis, Taratuto, Traversa y Yanovsky[1]
- Premio Konex 2003: Bioquímica y Microbiología (Premio Konex, 2003)[3]
- Premio Rosa de Plata a la mujer trabajadora, por trayectoria científica y docente otorgado por la Asociación del Personal Legislativo de la Nación (Premio Rosa de Plata a la mujer trabajadora, por trayectoria científica y docente, 2012)[7]
- Investigadora Emérita (CONICET, 2013)[7]
- Socia honoraria de la Sociedad Argentina de Protozoología (Sociedad Argentina de Protozoología, 2015)[7]
- Reconocimiento como "Personalidad destacada de la Universidad de Buenos Aires" (2021),[8] durante los festejos por el Bicentenario de dicha universidad,[9] recibiendo también una medalla personalizada, una moneda acuñada por la Casa de la Moneda y un sello postal del Correo Argentino (especialmente elaborados para la ocasión.[10]

## Publicaciones

### Últimos artículos
- Repetto, Silvia A; Ruybal, Paula; Batalla, Estela; López, Carlota; Fridman, Vanesa; Sierra, Mariela; Radisic, Marcelo; Bravo, Pablo M; Risso, Marikena G; GONZÁLEZ CAPPA, Stella M.; Alba Soto, Catalina D. (2018). Strongyloidiasis Outside Endemic Areas: Long-term Parasitological and Clinical Follow-up after Ivermectin Treatment. CLINICAL INFECTIOUS DISEASES; vol. 66 p. 1558 - 1565.
- Repetto, Silvia A; Ruybal, Paula; Batalla, Estela; López, Carlota; Fridman, Vanesa; Sierra, Mariela; Radisic, Marcelo; Bravo, Pablo M; Risso, Marikena G; GONZÁLEZ CAPPA, Stella M; Alba Soto, Catalina D. (2018). Reply to Buonfrate and Bisoffi

CLINICAL INFECTIOUS DISEASES; vol. 67 p. 811 - 812.
- Repetto S. A.; Ruybal P.; Solana M. E.; López C.; Berini C. A.; Alba Soto C. D.; GONZÁLEZ CAPPA S. M. (2016). Comparison between PCR and larvae visualization methosd for diagnosis of Strongyloides stercoralis out of endemic area: A proposeed algorithm. ACTA TROPICA; vol. 157 p. 169 - 177.

### Libros
- González Cappa, S. M.; Paulin, P. (1997). Diagnóstico Parasitológico. (Módulo 7 Del Curso De Microbiología Clínica). Santa Fe.

## Formación de Recursos Humanos
- DIRECCIÓN DE INVESTIGADORES
- BECARIOS
- TESISTAS DE DOCTORADO Y MAESTRIA: Terminadas: doctorado total 12, maestría 1